# Skattelagstiftning (bok)
Skattelagstiftning är en författningssamling gällande svensk skattelagstiftning av Gunnar Rabe, utgiven av Norstedts Juridik. Boken utges vanligen i två uppdaterade utgåvor per år, med årtalet, utgåvans nummer och aktuellt datum som del av titeln. De två utgåvorna som utkom 2010 heter exempelvis Skattelagstiftning 10:1 – Lagar och andra författningar som de lyder den 1 januari 2010  och Skattelagstiftning 10:2 – Lagar och andra författningar som de lyder den 1 juli 2010. Första utgåvan kom ut 1991.

## Innehåll

### Inkomstskattelagen
Kapitlet börjar med konstaterandet att lagen omfattar bestämmelser gällande kommunal och statlig inkomstskatt. Den kommunala inkomstskatten består dels av skatt till primärkommun och dels skatt till landstingskommun. Skattesatserna bestäms av respektive kommun- och landstingsfullmäktige.

### Internationellt
Kapitlet börjar med ett utdrag ur EU-fördraget och EUF-fördraget. Därefter följer ett antal direktiv, såsom sparandedirektivet och fusionsdirektivet, skatteregler för utlandsboende, folkbokföringslagen, tillämpning av EU:s statsstödsregler med mera. 

### Mervärdesskatt
Kapitlet tar upp mervärdesskattelagen, mervärdeskatteförordningen, ett par lagar om ersättningar till kommuner för viss mervärdesskatt, genomförandeförordningen samt mervärdesskatt för elektroniska tjänster. 

### Sociala avgifter m.m.
Kapitlet behandlar löneskatt på förvärvsinkomster, sociala avgifter och olika skattelagar som berör pension, sjöfartsstöd m.m. Även en del av socialförsäkringsbalken ingår i kapitlet. 

### Punktskatter
Kapitlet tar upp lagtexter som behandlar punktskatter för annons, reklam, spel, alkohol, energi, avfall, kärnkraft och trängsel i trafiken. 

### Fastigheter
Kapitlet behandlar bland annat jordabalken och fastighetsskatt. 

### Skatteförfarandet
Kapitlet inleds med skattebrottslagen, där det bland annat framgår att den som uppsåtligen lämnar oriktiga uppgifter till myndigheter, exempelvis i samband med deklaration, kan komma att dömas för skattebrott. Kapitlet behandlar även förvaltningsprocesslagen (1971), förvaltningslag (1986), skatteflyktslagen (1995), lag gällande skattereduktion vid gåvor (2011) o.s.v.

### Redovisning m.m.
Kapitlet behandlar bokföringslagen (1999), årsredovisningslagen (1999), aktiebolagslagen (9:e kapitlet, 1 paragrafen).

### Register och tabeller
I den avslutande delen av boken finns bland annat sakregister, förteckning över tidigare lagar samt skatt- och mervärdesskatt i olika EU-länder. 